# Kurt Martin (Schriftsteller)
Kurt Martin (* 9. August 1891 in Hof an der Saale; † 13. Juni 1968 in Rosenheim) war ein deutscher Schriftsteller.

## Leben
Kurt Martin war Doktor der Philosophie. Er war als Buchhändler tätig und lebte in Bernau am Chiemsee. 
Martin war Verfasser von erfolgreichen erzählenden Werken, die überwiegend den Genres des Kriminal- und des Sittenromans angehören. Von 1919 bis 1923 war er Herausgeber der Literarisch-musikalischen Monatshefte für Literatur, Musik, Theater, bildende Künste, Vortragswesen.

## Werke
- Der Fall Tolstikoff, Friedewald-Dresden 1917
- Der Aran, Dresden-Weinböhla 1919
- Die beiden Ehen des Edgar Hallinger, Dresden-Weinböhla 1919
- Das Glück des Lebens, Dresden-Weinböhla 1920
- Die Liebe der Christine Klawonn, Weinböhla bei Dresden 1920
- Die Schuld der Anna Huller, Weinböhla 1921
- Die Novellen des Todes, Dresden-Weinböhla 1923
- Sanatorium Dr. Bräuser, München 1927
- Carlos Puenta, Leipzig 1928
- Das Todesurteil, Leipzig 1928
- Der Herr aus Indien, Leipzig 1929
- Die Tat der Maria Veldamer, Leipzig 1929
- Ursula Brandt und ihre Freier, Leipzig 1929
- Abenteuer der Liebe oder Aus dem Tagebuch eines Verführers, Berlin-Charlottenburg 1930
- Gier, Leipzig 1930
- Die Liebschaften der Lilli Schröder, Berlin-Charlottenburg 1930
- Der Tod auf Hohenfried, Lübeck 1934
- Die Stärkeren, Basel 1948
- Alfhilds große Liebe, Schwabach 1949
- Was weiß Angela?, Schwabach 1949
- Das Rätsel Heliane, Mannheim 1950
- Sommer am Chiemsee, Schwabach 1950
- Die Christl vom Moorhof, München 1952
- Herzen im Föhn, München 1953
- Maria und die Hexe, München 1954

| Personendaten    | Personendaten            |
| ---------------- | ------------------------ |
| NAME             | Martin, Kurt             |
| KURZBESCHREIBUNG | deutscher Schriftsteller |
| GEBURTSDATUM     | 9. August 1891           |
| GEBURTSORT       | Hof an der Saale         |
| STERBEDATUM      | 13. Juni 1968            |
| STERBEORT        | Rosenheim                |